# Fernando Díaz-Plaja
Fernando Díaz-Plaja Contestí (Barcelona, 24 de abril de 1918-Montevideo, Uruguay, 31 de octubre de 2012) fue un historiador, escritor y periodista español, hermano de los también escritores Guillermo Díaz-Plaja y Aurora Díaz-Plaja, y tío de los periodistas María José Díaz-Plaja y Guillermo Díaz-Plaja (hijo).

## Biografía
Se licenció en Filosofía y Letras en las Universidades de Barcelona y Valencia, y se doctoró en Historia en la de Madrid (1945). Durante dos años, 1943 y 1945, ejerció como profesor ayudante en la Universidad de Barcelona y entre 1948 y 1949 fue lector de español en Milán. De 1949 a 1967 fue lector de literatura española en otras diversas universidades (impartió cursos de Literatura Española en las de Bari, Heidelberg, Stanford, California, Pensilvania, Tejas, Puerto Rico, Río de Janeiro y Graz (Austria). Viajero incansable, conocía más de cien países y dio tres veces la vuelta al mundo; hablaba cinco idiomas (italiano, francés, alemán, inglés y portugués) además de los propios (catalán y español). Colaboró asiduamente en los periódicos ABC de Madrid y La Vanguardia de Barcelona. Además fue corresponsal de Madrid y Diario Barcelona en Italia y del ABC en Alemania. 
Escribió más de ciento cincuenta títulos, muchos de ellos traducidos al inglés, alemán, francés e italiano, en su mayor parte libros de viajes, ensayos y obras de divulgación histórica no desprovistas de un particular toque humorístico, de forma que algunas de ellas fueron transformadas en guiones para la televisión. Aunque alcanzó una gran popularidad y sus obras fueron muy vendidas, ello no le libró de problemas con la censura, denunciando en mayo de 1972 que si bien no le habían retenido ningún libro me quitan cachitos o me hacen añadidos
Obras de contenido más académico son La Historia de España en sus documentos, La Historia de España cantada por los poetas, El siglo XVIII, Historia Universal de la Cultura (1946), La vida española en el siglo XIX (1952), El amor en las letras españolas (1963) y El abate Marchena: su vida, su tiempo, su obra (1986). Ocasionalmente se acercó a la narrativa con Cuentos crueles (1971), El desfile de la Victoria (1975), Miguel, el español de París (1985) y Un río demasiado ancho... (1991). Estaba casado con Haydée Carro y tuvo dos hijas con su primera mujer. En 2002 se afincó en Punta del Este, Uruguay, donde residió hasta poco antes de su fallecimiento en Montevideo, en 2012.
Con 24 años publicó su primer título: Cuando los grandes hombres eran niños, pero empezó a ser conocido con una biografía de Teresa Cabarrús (1943), si bien su primer éxito indudable fue la serie que inició con El español y los siete pecados capitales (1966), de la que vendió más de un millón de ejemplares. Esta obra fue llevada a la pequeña pantalla por José María Forqué protagonizada por Jesús Puente. También llegó a los escenarios. Se estrenó en el Teatro Beatriz, de Madrid, el 30 de abril de 1975 bajo la dirección de Víctor Andrés Catena, protagonizada por Simón Cabido. Ese mismo año publicó Mis pecados capitales. Entre la confesión y las memorias.
En libros sucesivos analizó desde la perspectiva de los siete pecados capitales el comportamiento de estadounidenses, franceses, italianos, uruguayos y el de los ciudadanos de la Europa del Este. En Las Españas de Goya (1989) se aproximó al siglo XVIII español mezclando historia y literatura y ese mismo año año quedó finalista para el Premio Espejo de España con Cuando perdí la guerra; también quedó finalista en este premio tres años después con El servicio doméstico en España (desde la esclava a la empleada de hogar) (1992), el mismo año en que su ensayo El arte de envejecer resultó igualmente finalista del XX Premio Anagrama de Ensayo. 
Al año siguiente (1993) obtuvo el premio nacional de artículos de prensa José María Pemán por "La ocupación extranjera", publicado el 6 de octubre de 1992 en ABC. Otros ensayos suyos fueron La Segunda República. Primeros Pasos (1995) y Anecdotario de la Guerra Civil Española, libro pionero en el género de la historia oral donde acogía testimonios reales durante la contienda fruto de la picaresca o el heroísmo. Un año después publicó Anecdotario de la España franquista, una biografía de Felipe III, y un ensayo sobre las tertulias que tituló Arte y oficio de hablar. 
En 1999 refirió sus recuerdos personales sobre la Guerra Civil en Todos perdimos, que incluye anécdotas de la Barcelona de 1936.

## Obras
- Teresa Cabarrús. Una española en la Revolución Francesa (1943)
- Historia Universal de la Cultura (1946)
- La vida española en el siglo XIX (Afrodisio Aguado, 1952)
- La vida norteamericana (Escelicer, 1955)
- Guzmán el Malo (Plaza & Janés, 1963)
- El amor en las letras españolas (Editora Nacional, 1963)
- El español y los siete pecados capitales (1966)
- Los siete pecados capitales en U.S.A. (Círculo de Lectores, 1968)
- Antecedentes de la guerra española en sus documentos (1900-1923) (Plaza & Janés, 1969)
- El italiano y los siete pecados capitales (Círculo de Lectores, 1970)
- Cuentos crueles (1971)
- La sociedad española (Plaza & Janés, 1972)
- La Europa de Lenin (Plaza & Janés, 1972)
- Ensayos mediterráneos (Sala Editorial, 1972)
- Francófilos y germanófilos (Dopesa, 1973)
- Manual del imperfecto viajero (Plaza & Janés, 1975)
- La otra historia de España (Círculo de Lectores, 1975)
- Un corresponsal en la guerra de Troya (1975)
- Mis pecados capitales (Plaza & Janés, 1975)
- Mil ochocientos ochenta y ocho (Editora Nacional, 1976)
- El desfile de la victoria (Argos Vergara, 1976)
- La Biblia contada a los mayores (Plaza & Janés, 1977)
- Y Europa resucitó (Plaza & Janés, 1978)
- Mitología para mayores (Plaza & Janés, 1978)
- «Si mi pluma valiera tu pistola». Los escritores españoles en la guerra civil (Plaza & Janés. 1979)
- La caricatura española en la Guerra Civil (Prensa Periódica, S.A., 1980)
- El libro de las manos (Plaza & Janés, 1980)
- El francés y los siete pecados capitales (Alianza Editorial, 1980)
- Los castillos de España y sus fantasmas (Círculo de Lectores, 1981)
- El casado imperfecto (Círculo de Lectores, 1981)
- El libro de los ojos (Debate, 1981)
- Viajes por la Europa roja (Bruguera, 1981)
- Apuntes para una historia del juguete (Bruguera, 1984)
- Miguel, el español de París (El Observatorio, 1985)
- El abate Marchena: su vida, su tiempo, su obra (Diputación Provincial de León y Universidad de León, 1986)
- Las Españas de Goya (Planeta, 1989)
- Ilustres presos españoles (Temas de Hoy, 1991)
- Francia 1789 - España 1936. Dos revoluciones y paralelo (Rialp, 1991)
- El español y su automóvil (DGT, 1991)
- Un río demasiado ancho (Grupo Libro, 1992)
- Fernando VII: el más querido y el más odiado de los reyes españoles (Editorial Planeta, 1992)
- El servicio doméstico en España (desde la esclava a la empleada de hogar) (1992)
- La vida cotidiana en la España musulmana (EDAF, 1993)
- Madame du Barry (Editorial Planeta, 1993)
- Vida y obra de Víctor Said Armesto (Fundación Barrié de la Maza, 1993)
- Mata-Hari (Editorial Planeta, 1994)
- La guerra de la Independencia (Editorial Planeta, 1994)
- El arte de envejecer (Nobel Ediciones, 1995)
- La vida cotidiana en la España medieval (EDAF, 1995)
- Manual de cortesía y convivencia (Nobel Ediciones, 1996)
- A la sombra de la guillotina (Editorial Planeta, 1996)
- Arte y oficio de hablar: una pasión española (Nobel Ediciones, 1996)
- Vida cotidiana en la España de la inquisición (EDAF, 1996)
- Anecdotario de la guerra civil española (Plaza & Janés, 1996)
- Anecdotario de la España franquista (Plaza & Janés, 1997)
- Grandes procesos de la guerra civil española (Plaza & Janés, 1997)
- La España de la Ilustración (EDAF, 1997)
- Wenceslao Fernández Flórez. El conservador subversivo (Fundación Pedro Barrié de la Maza, Conde de Fenosa, 1998)
- La vida y época de Felipe III (Editorial Planeta, 1998)
- El afrancesado (Martínez Roca, 1998)
- George Sand y Frederic Chopin (Plaza & Janés, 1999)
- La vida cotidiana en la España de la Ilustración (EDAF, 1999)
- Todos perdimos. Recuerdos de la guerra incivil (Maeve, 1999) Memorias
- La saga de los Maura (Nihil Obstat Ediciones, 2000)
- El Don Juan español (Ediciones Encuentro, 2000)
- Pasión en el aula (Harlequin, 2000)
- Shakespeare y los siete pecados capitales (Alianza, 2001)
- Madrid desde casi el cielo (La Librería, 2002)
- La aventura de Jorge (Ediciones de la Plaza, 2003)
- Catalina la Grande. Emperatriz de todas las Rusias (Editorial Planeta, 2004)
- La verdad desnuda y otras mentiras (El Galeón, 2004)
- El Quijote (1605-2005) (Ediciones de la Plaza, 2005)
- El tango y los cuernos (El Galeón, 2007)
- El uruguayo y los siete pecados capitales (El Galeón, 2008)